# 鳥居忠政
鳥居忠政（日语：／ Torii Tadamasa，1566年—1628年10月2日）是日本戰國時代武將，江戶時代前期大名，德川氏家臣，歷任下總矢作藩主、陸奧磐城平藩主和出羽山形藩主，壬生藩鳥居氏初代。

## 生涯
永祿9年（1566年），忠政作為鳥居元忠的次子在三河國渡村（現愛知縣岡崎市）出生。元服後，忠政追隨德川家康參與在天正12年（1584年）爆發的小牧、長久手之戰。天正14年（1586年），忠政陪同家康上洛，獲朝廷任命為從五位下左京亮。
慶長5年（1600年），忠政的父親元忠在伏見城之戰中戰死，加上忠政之兄鳥居康忠早死，忠政便繼任家督，就任下總矢作藩主。其後，關原之戰爆發時，忠政奉家康之命留守江戶城。戰後，由於其父親元忠的戰功，忠政獲加封至陸奧磐城平藩10萬石。
慶長19年、20年（1614年、1615年）先後兩次爆發的大坂之役中，忠政均負責留守江戶城。元和8年（1622年），最上氏遭到改易，忠政獲加封至最上舊領出羽山形藩22萬石，與妹夫新藩主戶澤政盛、女婿鶴岡藩主酒井忠勝等，作為德川氏的譜代大名，負責監視伊達政宗等東北地方大名。
寬永5年9月5日（1628年10月2日），忠政在出羽山形（現山形縣山形市）死去，享年63歲，由長子鳥居忠恒繼任。